# Magnolia × wiesneri
Magnolia × wiesneri es un árbol ornamental, originario del Japón, con grandes flores fragantes de color crema.

## Descripción
Esta especie se dio a conocer por primera vez en 1883 con el nombre de M. parviflora. Sus flores desprenden un aroma parecido al de la piña. Es un árbol perenne, aunque plantado en lugares fríos perderá sus hojas en otoño. En un ambiente propicio, puede durar entre 5 y 20 años.

## Taxonomía
Magnolia wiesneri fue descrito por Élie-Abel Carrière y publicado en Revue Horticole 62: 406. 1890.
Etimología
Magnolia: nombre genérico otorgado en honor de Pierre Magnol, botánico de Montpellier (Francia).
wiesneri: epíteto otorgado en honor de Julius Wiesner, profesor de botánica en la Universidad de Viena.
Sinonimia
- Magnolia × watsonii Hook.f.[2][3]